# 山崎愛生
山崎爱生（2005年06月28日—），北海道札幌市出身，隸屬演藝經紀公司UP-FRONT AGENCY
，原Hello! Pro研修生北海道第一期，後來加入女子偶像團體「早安少女組。」(第十五期)，初加入的三年裡曾是團內最年輕的成員。
血型B型，身高160.4cm，個人代表色為亮綠。

## 個人簡歷
2016年
- 7月16日，與太田遙香、佐藤光、石栗奏美、河野みのり、北川亮、工藤由愛一同加入Hello! Pro研修生北海道。

2017年
- 與家人一同上節目「小農夫大作物」（森崎博之のあぐり王国北海道）

2018年
- 5月於「Hello! Project 研修生発表会2018 〜春の公開実力診断テスト〜」上表演Juice=Juice的「Wonderful World(English Ver.)」獲得歌唱賞。

2019年
- 5月於「Hello! Project 研修生発表会2018 〜春の公開実力診断テスト〜」上表演℃-ute的「夢幻クライマックス」獲得人物形象賞。
- 6月22日，與透過甄選合格的北川莉央與岡村譽一同成為早安少女組。十五期新成員。

2020年
- 1月22日，以早安少女組。'19的成員身分推出單曲「KOKORO&KARADA / LOVE PEDIA / 人際關係No way way」正式出道。
- 6月12日，推出第一本寫真書『Mei』。

2021年
- 8月21日，推出第一本寫真集『Mei16』。

## 人物
- 暱稱是「めいちゃん」或「パンダさん」。
- 英檢準2級。
- 非常喜歡熊貓，收集了許多與熊貓有關的物品。
- 早安少女組。成團以來繼九期的譜久村聖、十期的佐藤優樹以及十二期的野中美希之後的第四位左撇子。
- 憧憬的前輩為早安少女組。第十一期成員小田櫻及前Berryz工房、Country Girls成員嗣永桃子。

## 演出

### 電視節目
- 小農夫大作物（森崎博之のあぐり王国北海道，2017年）

## 作品

### 寫真集
|     | 名稱 | 發行日期      | 出版社         | 備註                    |
| --- | ---- | ------------- | -------------- | ----------------------- |
| 1st | Mei  | 2020年6月12日 | オデッセー出版 | 首本Visual photo book。 |

## 外部連結
- モーニング娘。'19｜ハロー！プロジェクト オフィシャルサイト （页面存档备份，存于）
  - 山﨑愛生｜ハロー！プロジェクト オフィシャルサイト （页面存档备份，存于）